# Otto Oppermann
Otto Alexander Oppermann (Blasewitz (bij Dresden), 10 juni 1873 - Wiesbaden, 28 december 1946) was een Duits historicus. 
Oppermann bezocht de universiteiten te Bonn, Leipzig en Berlijn. In Leipzig promoveerde hij in 1897 op het proefschrift Das kursächsische Amt Wittenberg im Anfang des 16. Jahrhunderts bij Karl Lamprecht. Hij werkte daarna bij verschillende instituten in Keulen. In 1904 werd hij aangesteld als lector in de mediëvistiek en de historische hulpwetenschappen aan de Universiteit Utrecht op initiatief van S. Muller Fzn., de Utrechtse rijksarchivaris. In 1909 werd hij buitengewoon hoogleraar, in 1918 gewoon hoogleraar. 
Oppermann introduceerde in Nederland de oorkondeleer als hulpwetenschap voor het onderzoek naar middeleeuwse oorkonden. Promovendi van Oppermann waren onder meer Diederik Enklaar, R.R. Post en de historicus Tenhaeff. Daarnaast begeleidde hij Bernard Slicher van Bath, die uiteindelijk bij Jan Romein zou promoveren.